# Gennadas parvus
Gennadas parvus is een tienpotigensoort uit de familie van de Benthesicymidae. De wetenschappelijke naam van de soort is voor het eerst geldig gepubliceerd in 1881 door Spence Bate.